# Legia Rycerska
Legia Rycerska – polska formacja wojskowa Wojska Polskiego na Wschodzie wchodząca w skład I Korpusu Polskiego w końcowym okresie I wojny światowej.

## Formowanie i zmiany organizacyjne
W grudniu 1917 Naczelny Polski Komitet Wojskowy w porozumieniu z dowódcą I Korpusu Polskiego  postanowił z nadmiaru oficerów utworzyć Legion Rycerski. Stanowił on rezerwę oficerów chwilowo bez stanowisk. Był też  zwartym oddziałem bojowym. 
Początkowo nosiła ona nazwę Legii Oficerskiej i dzieliła się na kilkanaście pododdziałów w tym Legionu Jazdy pod dowództwem płk. Bielińskiego, 2 Legionu Piechoty pod dowództwem pułkownika Konarzewskiego czy 3. Legionu Artyleryjski i Broni Specjalnych pod dowództwem podpułkownika Habicha. Każdy Legion formowany był na wzór samodzielnej kompanii. 3 Legion nie posiadał armat. Uzbrojony był w karabiny maszynowe. Prowadził jednak kursy artyleryjskie. Do tego Legionu przyjmowani byli też saperzy, lotnicy i radiotelegrafiści.
Rozkazem dowódcy Korpusu z 9 stycznia 1918 legiony zostały przemianowane i przydzielone do poszczególnych dywizji.
Razem Legia Oficerska w 1917 r. w okresie formowania w Mińsku Litewskim liczyła ok. 300 oficerów.
W kwietniu 1918 r. utworzono ponownie oddziały złożone z oficerów tym razem jako Legię Rycerską. Legia podlegała organizacyjne dowódcy Korpusu a organizacyjnie komendantowi twierdzy w Bobrujsku i odegrała wybitnie wielką rolę w walkach w obronie Bobrujska i Rohaczewa. 20 kwietnia 1918 r. liczyła 1000 żołnierzy.
Ubiór oficerów legionów nie różnił się od ubioru oficerów poszczególnych rodzajów broni. Oficerowie mieszkali początkowo na kwaterach i stołowali się oddzielnie.

## Skład organizacyjny 20 kwietnia 1918 roku
- dowódca Legii Rycerskiej − ppłk Eugeniusz Habich
- dowódca 1 batalionu − kpt. Stanisław Wrzaliński
- dowódca 2 batalionu − ppłk Czesław Łabuć
- dowódca plutonu artylerii − kpt Jakowicz
- dowódca łączności − por. Minkiewicz

W Legii służył również:
- Stefan Chrzanowski
- Marek Józef Dołęga-Zakrzewski
- Jan Grudzień
- Michał Kobyliński
- Stanisław Pietrzyk podkapitan
- Hieronim Suszczyński

## Kawalerowie Amarantowej Wstążki
Żołnierze dywizjonu odznaczeni za waleczność Amarantową Wstążką rozkazem dowódcy I Korpusu Polskiego z 19 marca 1918 :

- ś.p. ppor. Bronisław Bekisz
- ś.p. ppor. Marian Brodawski[a]
- ś.p. chor. Antoni Grudziński[b]
- ppłk Wieczesław Ruszkiewicz[c][3]
- por. Tadeusz Lubicz-Łapiński
- por. Mikołaj Makowski
- chor. Marian Piotrowski
- chor. Józef Radziszewski
- chor. Jan Kobylański
- chor. Stanisław Wasilewski
- kpt. Władysław Hryniewicz
- kpt. Jan Białokoj[d]
- podkpt. Jan Jaciulewicz
- podkpt. Józef Cierpicki
- ppor. Czesław Wardzyński
- ppor. Tadeusz Konarski
- ppor. Kazimierz Kocznierowski
- chor. Stefan Kwitkowski